# Zinha Vaz
Francisca Maria Monteira e Silva Vaz Turpin, més coneguda com a Zinha Vaz (nascuda el 4 d'octubre de 1952), és una política i activista dels drets de la dona de Guinea Bissau. Ha estat diputada de l'Assemblea Nacional Popular diverses legislatures per Resistència de Guinea Bissau-Moviment Bafatá, així com assessora presidencial. El 1999 va exercir per un breu temps com a alcaldessa de Bissau. Va ser empresonat per motius polítics durant tres anys durant la dècada de 1970 i novament uns dies en 2003. Recentment ha estat ambaixadora a Gàmbia.

## Primers anys
Zinha Vaz va néixer el 4 d'octubre de 1952 a la capital de Bissau i va rebre la seva educació en la Portugal. Ella va rebre un diploma en educació de l'Institut Superior de Ciències Educatives i en sociologia de l'Instituto Superior de Ciências do Trabalho e da Empresa. Va treballar com a mestra d'escola primària a Portugal i a Bolama, Guinea Bissau. Més tard va treballar per a l'empresa estatal de gas i petroli DICOL com a tresorera, cap de personal i directora d'administració.

## Carrera política
Durant la dècada de 1970 Zinha Vaz va ser crítica del sistema de partit únic establert pel Partit Africà per la Independència de Guinea i Cap Verd (PAIGC) després de la independència de Guinea Bissau de Portugal en 1974. Durant el govern del president Luís Cabral va ser empresonada entre 1977 i 1980. Després de ser alliberada de la presó Zinha Vaz va continuar el seu activisme polític. El 1986 foren executats de sis altes figures polítiques del país, incloent el vicepresident primer i ministre de Justícia Paulo Correia i l'exfiscal general Viriato Pã, acusats d'intentar un cop d'estat. Zinha Vaz, que fou obligada a assistir a les execucions, es va convertir en un dels fundadors de la Resistència de Guinea Bissau-Moviment Bafatá (RGB-MB).

### Resistència de Guinea Bissau-Moviment Bafatá
Després de les primeres eleccions multipartidistes de 1994 es va convertir en membre de l'Assemblea Nacional Popular pel RGB-MB. El RGB-MB es va convertir en el principal partit de l'oposició amb 19 dels 100 escons. Zinha Vaz va ser una de les deu dones diputades. Dos dels membres de la seva família també van obtenir escons pel RGB-MB, el seu germà Fernando Vaz i el seu cosí Hélder Vaz Lopes. Com a membre del parlament Zinha Vaz es va centrar en la lluita contra la corrupció i l'abús de poder dels funcionaris del govern, alhora que també va tractar d'impulsar el paper de la dona en la societat de Guinea Bissau. Com a membre de la Comissió Permanent de l'Assemblea Nacional Popular va tractar d'intervenir entre el president João Bernardo Vieira i el brigadier general i colpista Ansumane Mané en la Guerra Civil de Guinea Bissau de 1998-1999.
L'abril de 1999 Zinha Vaz fou nomenada alcaldessa de la capital del país, Bissau. el seu nomenament com a alcaldessa va provocar tensions a Bissau, ja que s'esperava que seria designat el secretari general del PAIGC Paulo Medina. Els soldats bloquejaren un carrer i instal·laren guàrdies. Medina havia estat anteriorment alcalde de la ciutat. Després que Zinha Vaz fos nomenada va tractar d'entrar als edificis per a recuperar documents. Quan Zinha Vaz va intentar entrar a l'ajuntament va ser detinguda per 24 soldats armats amb uzis. Va trobar l'ajuntament en un estat de caos, amb els condicionadors d'aire presos pel seu predecessor, salaris impagats per un any i sense fons. A mesura que el municipi no tenia cap ordinador ni fons per comprar-ne, Zinha Vaz va demanar UNICEF si podia aconseguir els seus vels ordinadors. Durant el seu temps en el càrrec també va tractar de millorar el sistema de recollida d'escombraries a la ciutat per disminuir la possibilitat d'un brot de còlera.
Zinha Vaz va ser reelegida a l'Assemblea Nacional Popular el 28 novembre 1999 i va renunciar al seu càrrec com a alcaldessa. Durabt aquestes eleccions va guanyar la presidència Kumba Ialá del Partit de Renovació Social. En 2000 es va formar un govern de coalició del primer ministre Caetano N'Tchama amb el suport del RGB-MB i Zinha Vaz va ser assessor presidencial per a assumptes polítics i diplomàtics. Tanmateix el govern de coalició va caure un any més tard per una moció de censura que el RGB-MB va fer aprovar a l'Assemblea Nacional Popular. Els cinc membres del RGB-MB al gabinet es van retirar, incloent el seu cosí Hélder Vaz Lopes (ministre d'Economia i Desenvolupament Regional) i el seu germà Fernando Vaz (Secretari d'Estat de Transport).
El 12 de febrer de 2003 Zinha Vaz fou arrestada i reclosa a la comissaria de policia de Segunda Esquadra, tot i que seguia sent diputada de l'Assemblea Nacional Popular, raó per la qual gaudia d'immunitat i la detenció era per tant il·legal. Ella havia respost a la difamació del seu pare João Vaz pel president Kumba Ialá, qui l'havia titllat d'haver traït al líder del moviment nacionalista, Amílcar Cabral, a la PIDE portuguesa. Zinha Vaz havia respost dient que quan Kumba Ialá era encara membre del PAIGC en 1986 havia denunciat les víctimes de les execucions que van portar a la fundació de l'RGB-MB. Zinha Vaz va ser posada en llibertat dos dies després de la seva detenció, amb prohibició de viatjar fins a juliol. Per Ialá l'incident no va tenir més conseqüències, ja que desitjava nomenar Zinha Vaz Ministre d'Afers Exteriors el 31 de juny de 2003, però ella va refusar.

### Unió Patriòtica Guineana
En 2003 el RGB-MB es va enfonsar i Zinha Vaz va deixar el partit junt amb els membres de la seva família. Plegats van fundar la Plataforma Unida, que es va dissoldre cinc anys més tard. Després de les eleccions a l'Assemblea Nacional Popular de 2004 va fundar la Unió Patriòtica Guineana, que no va participar en les eleccions presidencials de 2005, però donà suport al candidat del PAIGC Malam Bacai Sanhá. Tanmateix aquest va perdre davant l'antic president João Bernardo Vieira qui havia estat deposat en la Guerra Civil de 1999–2000. La Unió Patriòtica Guineana fou el primer partit de Guinea Bissau fundada per una dona. La Unió Patriòtica Guineana es va presentar a les eleccions parlamentàries de 2008 però no assolí representació parlamentària, ja que només va obtenir el 0,61% dels vots totals. Zinha Vaz fou la candidata del partit a les eleccions presidencials de Guinea Bissau de 2009, on va acabar novena d'onze.
Més tard Zinha Vaz fou nomenada ambaixadora a Gàmbia, càrrec que va ocupar fins al 6 de novembre de 2012.

## Drets de les dones
Entre 1992 i 2002 Zinha Vaz va ser fundadora i presidenta de l'Associação das Mulheres de Actividade Económica da Guine-Bissau, així com del banc popular de crèdit Bambaram. El Banc proporcionava fons per a les dones que treballen en la secció d'economia informal. Entre 1994 i 1999 Zinha Vaz va ser també presidenta de la Comissió ad hoc de la Dona i el Nen de l'Assemblea Nacional Popular.